# Ле Нинфе (Бреша)
Ле Нинфе је насеље у Италији у округу Бреша, региону Ломбардија.
Према процени из 2011. у насељу је живело 38 становника. Насеље се налази на надморској висини од 77 м.